# غيلسفيل (جورجيا)
غيلسفيل (بالإنجليزية: Gillsville, Georgia)‏ هي مدينة تقع في مقاطعة هال، جورجيا, مقاطعة بانكس، جورجيا بولاية جورجيا في الولايات المتحدة. تبلغ مساحة هذه المدينة 2.9 (كم²)، وترتفع عن سطح البحر 287 م، بلغ عدد سكانها 235 نسمة في عام 2010 حسب إحصاء مكتب تعداد الولايات المتحدة.

## وصلات خارجية
- Cities & Counties - Georgia.gov